# Mot Dag
Mot Dag (litt. Contre Jour) était une revue et une organisation communiste norvégienne créée en 1921 à l'initiative d'Erling Falk. Elle tire ses origines d'une part du forum de débats du syndicat étudiant social-démocrate d'Oslo (plus tard Organisation étudiante communiste), d'autre part d'un cercle d'études dirigé par Falk et comptant dans ses rangs Viggo Hansteen, Axel Sømme, John et Arnold Hazeland. Son premier éditeur fut Sigurd Hoel.
Faisant partie à titre collectif du Parti travailliste norvégien de mars 1922 à août 1924, elle en fut exclue après une série de désaccords. Entre 1927 et 1929, elle fait partie du Parti communiste norvégien (Norges Kommunistiske Parti). Viggo Hansteen est l'un des seuls membres à être au NKP lors de la dissolution du Mot Dag en 1936.
L'organisation comptait environ 200 membres à son apogée et près de 100 à sa dissolution.
Mot Dag fut au milieu des années 1930 une tentative avortée de création d'un nouveau parti ouvrier. Après que son leader charismatique Erling Falk fut tombé malade, le chef du comité des Finances au Storting en prit la tête. Après la dissolution, la plupart de ses membres obéirent aux consignes internes et rejoignirent le Parti travailliste.
Les membres du Mot Dag étaient connus sous le nom de « motdagister » (« Motdagistes »). Parmi eux se trouvaient de nombreux écrivains et intellectuels réputés et de futurs hommes politiques. On peut ainsi mentionner le réalisateur Olav Dalgard, les écrivains Helge Krog, Odd Eidem, Sigurd Hoel, Arnulf Øverland et Inger Hagerup, – l'une des rares femmes à faire partie du Mot Dag ; le futur directeur du service de renseignement de la Défense (E-tjenesten) Vilhelm Evang, le futur directeur général de la Santé Karl Evang et l'économiste et futur professeur Johan Vogt qui contribua avec Falk à la première traduction en norvégien du Capital.
En 1930 est fondée la maison d'édition Fram forlag afin de publier l’Arbeidernes Leksikon (Encyclopédie des travailleurs, parue en 1933).
Après la Seconde Guerre mondiale, nombre de ses anciens membres étaient devenus des personnes de premier plan en politique ou dans le monde de la culture : ainsi, les trois premiers Premiers ministres d'après-guerre : Einar Gerhardsen, Oscar Torp et John Lyng ; Gudmund Harlem, secrétaire à la Défense et père de Gro Harlem Brundtland ; Haakon Lie, l'inamovible secrétaire général du Parti travailliste ; Brynjulf Bull, maire d'Oslo, et le futur chancelier ouest-allemand, Willy Brandt.